# Беріндешть
Беріндешть, Беріндешті (рум. Berindești) — село у повіті Арджеш в Румунії. Входить до складу комуни Корбень.
Село розташоване на відстані 149 км на північний захід від Бухареста, 53 км на північ від Пітешть, 129 км на північний схід від Крайови, 82 км на південний захід від Брашова.

## Населення
За даними перепису населення 2002 року у селі проживали 362 особи, з них 361 особа (99,7%) румунів. Рідною мовою 361 особа (99,7%) назвала румунську.